# 伯努瓦·特雷吕耶

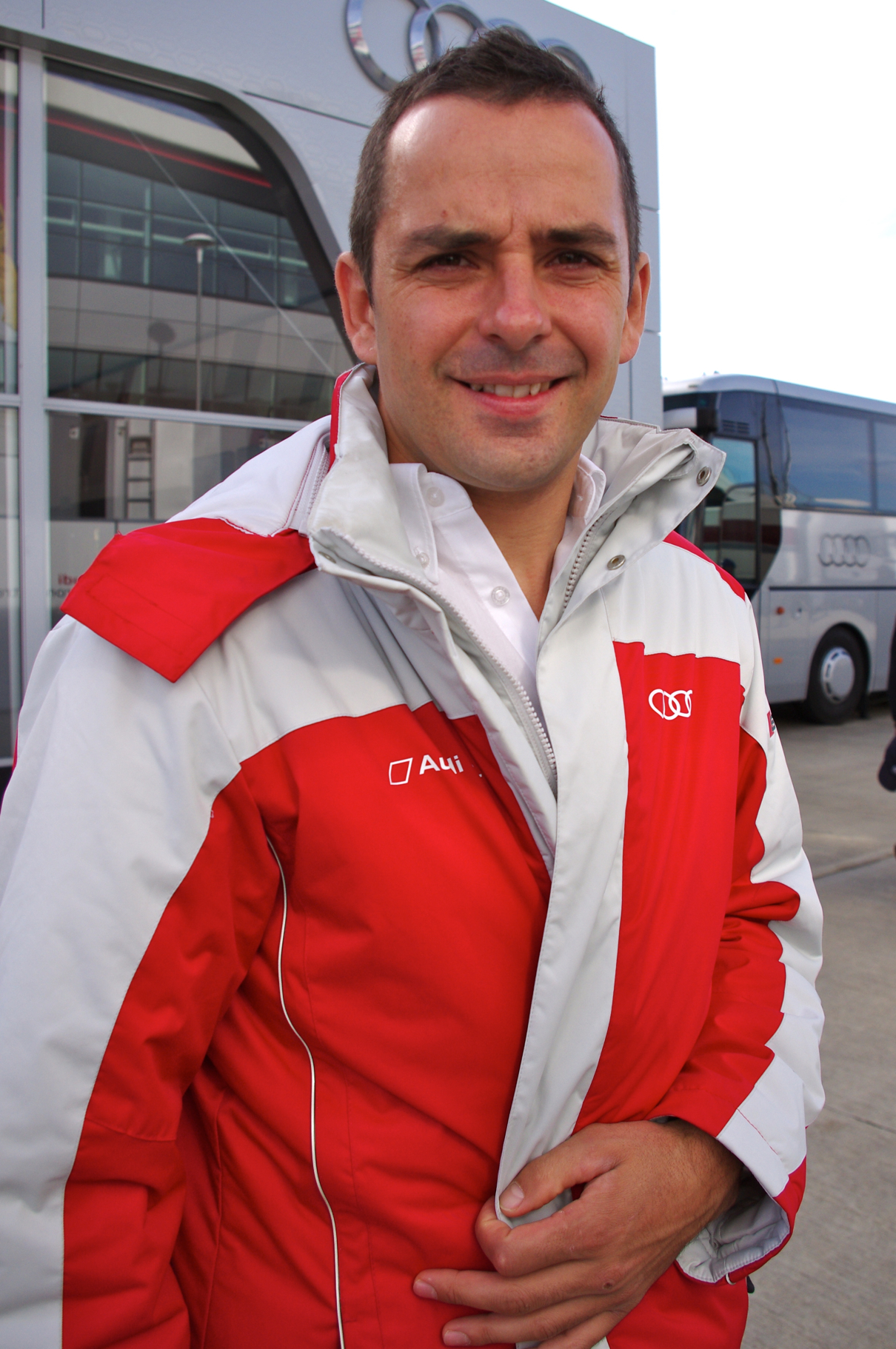
伯努瓦·特雷吕耶

伯努瓦·让-马里·特雷吕耶 (Benoît Jean-Marie Tréluyer ，1976年12月7日—)是一名法国职业赛车手，生于阿朗松。他曾參加越野摩托车和卡丁车比赛，1995年参加雷诺方程式锦标赛。1996年，他赢得法国雷诺方程式锦标赛的冠军，1998年升入国内F3比赛。他曾與另外二人一起夺得2012年世界耐力錦標賽总冠军。